# لی جونز (بازیکن فوتبال)
لی جونز (انگلیسی: Lee Jones؛ زادهٔ ۲۹ مهٔ ۱۹۷۳) بازیکن فوتبال در پست مهاجم اهل ولز است.

## باشگاهی
از باشگاه‌هایی که در آن بازی کرده‌است می‌توان به باشگاه فوتبال رکسهام، و باشگاه فوتبال ترانمره راورز، باشگاه فوتبال لیورپول، باشگاه فوتبال کرو آلکساندرا و باشگاه فوتبال بارنزلی اشاره کرد.

## تیم ملی
وی همچنین در تیم‌های تیم ملی فوتبال زیر ۲۱ سال ولز و تیم ملی فوتبال ولز بازی کرده‌است.